# Кондотьєр (Антонелло да Мессіна)
«Кондотьєр» або «Портрет невідомого» (італ. Condottiere) — один з найкращих портретів художника Антонелло да Мессіни (бл. 1429/30—1479), представника доби Раннього Відродження. Зберігається в музеї Лувр.

## Маловідомий Антонелло
Про нього писав ще Джорджо Вазарі, та й ті рядки — напівлегенди, напівбайки. Невідомо жодного з автопортретів майстра.
До того ж майстер був призабутим, а багато його творів або пропали, або він мало їх створив.
До 21 століття дійшло близько 10 портретів його пензля, а релігійних картин ще менше. Справжнє відкриття і вивчення творів художника розпочав Дж. Б. Кавальказеллє лише у 19 столітті. Науковці ненабагато більше дізнались з тієї пори, хоча портретам художника властиві високі мистецькі якості. А декотрі з них — справжні шедеври мистецтва Італії і портретного жанру взагалі. Лише на чотирьох портретах з десяти віднайдені підписи і дати. Відкриття таємниць ще попереду.

## Умовно названий кондотьєром
Невідомо, хто став замовником портрета і як його ім'я. З невеличкої за розмірами картини на глядача дивиться мужній молодик, що не намагається бути привітним чи люб'язним. Здається, що він і не намагається нікому подобатись. Він дивиться відчужено і наче з погрозою. Темне тло і темний одяг персонажа не відволікають від добре освітленого обличчя, сповненого презирства, гордовитості і майже ворожнечі. Назва картини пізня. В ній відбилися враження глядачів про непохитну ворожість особи, принадну воякам на кшталт жорстоких і продажних кондотьєрів, яких багато знала доба італійського відродження. Їм ставили монументи на площах італійських міст, залучаючи найкращих художників чи скульпторів (Паоло Учелло, Донателло, Андреа дель Верроккйо).
Але їх ненавиділи при житті і слали прокльони. Гуманістична культура цуралася людей, що зробили насилля і смерть своїм головним фахом.